# بخش مرکزی شهرستان باوی
بخش مرکزی، یکی از بخش‌های شهرستان باوی در استان خوزستان ایران است. مرکز این بخش، شهر ملاثانی است.

## تقسیمات کشوری
- بخش مرکزی شهرستان باوی
  - دهستان عنافچه
  - دهستان ملاثانی

شهر: ملاثانی

## جمعیت
بر پایه سرشماری عمومی نفوس و مسکن در سال ۱۳۹۵، جمعیت بخش مرکزی شهرستان باوی برابر با ۳۳٬۸۰۲ نفر بوده است.